# Impedans

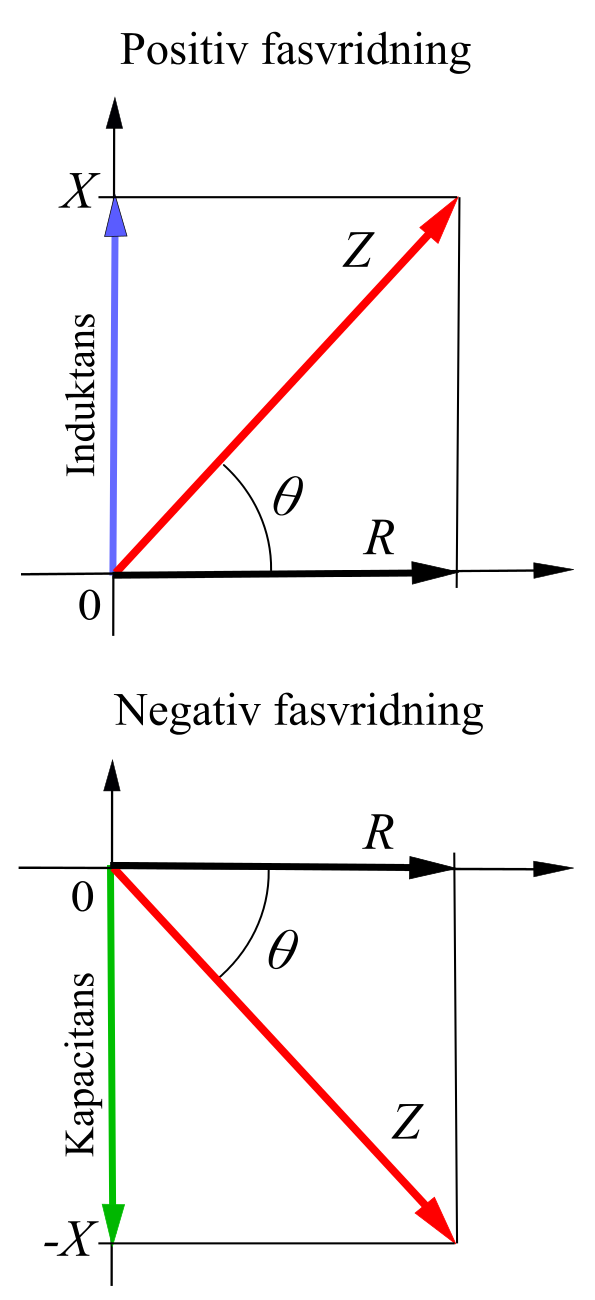
Visardiagram för reaktanser. Förhållandet mellan resistans och reaktans bestämmer den fasvridande förmågan hos en krets. Visaren för R används som riktfas.

Elektrisk impedans är det elektriska motståndet för en växelström och mäts i SI-enheten ohm (Ω). Impedansen består av två mot varandra vinkelräta (ortogonala) komponenter, en resistans och en reaktans. Reaktansen hos en krets uppvisar endera induktiv eller kapacitiv karaktär och orsakar en fasvridning mellan spänning och ström i intervallet -90° till +90°.
Om resistansen betecknas {\displaystyle R} och reaktansen {\displaystyle X} kan impedansen {\displaystyle Z} skrivas som ett komplext tal
{\displaystyle Z=R+jX\ }
och dess belopp skrivas som
{\displaystyle |Z|={\sqrt {R^{2}+X^{2}}}}
Fasvridningen kan beräknas som
{\displaystyle \theta =\arg(Z)=\arctan {X \over R}}
Med hjälp av Ohms lag kan man beräkna beloppet för spänningen över en växelströmskrets enligt
{\displaystyle U=Z\cdot I}
(där U = spänningens belopp, Z = impedansens belopp och I = strömstyrkans belopp).
Det är vanligt att impedansen skrivs som ett komplext tal. Resistansen anges då av det komplexa talets realdel och reaktansen anges av det komplexa talets imaginärdel. Användande av komplexa tal gör det möjligt att samtidigt behandla de ingående storheternas belopp och fasvinklar (se jω-metoden).
Impedans förekommer i alla elektriska kretsar och komponenter.
Termen impedans introducerades av Oliver Heaviside juli 1886. I en avhandling år 1893, var Arthur Kennelly den förste att använda komplexa tal för att representera impedanser.

## Kombinationer av impedanser

En tvåpol är en elektrisk krets med två anslutningspunkter

En elektrisk krets uppbyggd av passiva komponenter (resistorer, induktorer, kondensatorer) kan idealiseras till en tvåpol (se bild). Om till exempel alla komponenterna i en krets är resistorer, kan dessa ersättas (oberoende av hur de är kopplade) med en enda komponent, en ersättningsresistans.
Impedansen för en tvåpol kan beräknas med hjälp av regler för kombinationer av impedanser i serie- eller parallellkoppling. Reglerna är identiska med de för resistorer, men i det allmänna fallet är impedansen ett komplext tal.

### Seriekoppling
Seriekopplade komponenter genomflyts av ström med samma strömstyrka. Den totala impedansen är summan av alla komponenters impedans.

{\displaystyle Z_{\mathrm {eq} }=Z_{1}+Z_{2}+...+Z_{n}}
eller, uttryckt med en reell och en imaginär term:
{\displaystyle Z_{\mathrm {eq} }=R+jX=(R_{1}+R_{2}+...+R_{n})+j(X_{1}+X_{2}+...+X_{n})}

### Parallellkoppling
För parallellkopplade komponenter är spänningen över varje komponent densamma. 
Den strömstyrka som passerar kretsen är summan av grenströmmarna:
{\displaystyle \ I=I_{1}+I_{2}+...+I_{n}}
Om U är spänningen över kretsen och Z (ersättningsimpedansen) är den impedans som ger samma belastning som de parallella grenarna kan dessa strömmar skrivas som
{\displaystyle {\cfrac {U}{Z_{\mathrm {eq} }}}={\cfrac {U}{Z_{1}}}+{\cfrac {U}{Z_{2}}}+...+{\cfrac {U}{Z_{n}}}}
vilket ger
{\displaystyle {\frac {1}{Z_{\mathrm {eq} }}}={\frac {1}{Z_{1}}}+{\frac {1}{Z_{2}}}+\cdots +{\frac {1}{Z_{n}}}}
eller, när n = 2:
{\displaystyle {\frac {1}{Z_{\mathrm {eq} }}}={\frac {1}{Z_{1}}}+{\frac {1}{Z_{2}}}={\frac {Z_{1}+Z_{2}}{Z_{1}Z_{2}}}}
{\displaystyle \ Z_{\mathrm {eq} }={\frac {Z_{1}Z_{2}}{Z_{1}+Z_{2}}}}
Ersättningsimpedansen {\displaystyle Z_{\mathrm {eq} }} kan beräknas i förhållande till motsvarande serieresistans {\displaystyle R_{\text{eq}}} och reaktans {\displaystyle X_{eq}}:
{\displaystyle Z_{\mathrm {eq} }=R_{\mathrm {eq} }+jX_{\mathrm {\mathrm {eq} } }}
{\displaystyle R_{\mathrm {eq} }={\frac {(X_{1}R_{2}+X_{2}R_{1})(X_{1}+X_{2})+(R_{1}R_{2}-X_{1}X_{2})(R_{1}+R_{2})}{(R_{1}+R_{2})^{2}+(X_{1}+X_{2})^{2}}}}
{\displaystyle X_{\mathrm {eq} }={\frac {(X_{1}R_{2}+X_{2}R_{1})(R_{1}+R_{2})-(R_{1}R_{2}-X_{1}X_{2})(X_{1}+X_{2})}{(R_{1}+R_{2})^{2}+(X_{1}+X_{2})^{2}}}}